# Vittorio Naldini
Vittorio Naldini (Bergamo, 1º febbraio 1923 – 7 aprile 2015) è stato un politico e sindacalista italiano.

## Biografia
Impegnato sindacalmente nella CGIL, è segretario generale della Camera del Lavoro di Bergamo. 
Alle elezioni politiche del 1963 viene eletto alla Camera dei Deputati con il Partito Socialista Italiano. Nel 1964 è fra i promotori della scissione di sinistra che dà vita al Partito Socialista Italiano di Unità Proletaria.
Alle elezioni politiche del 1968 viene eletto al Senato nella lista PCI-PSIUP, restando in carica sino al 1972; nell'agosto di tale anno, allo scioglimento del PSIUP, aderisce al Partito Comunista Italiano.
Successivamente è direttore de Il lavoratore bergamasco, periodico locale del PCI prima, del PDS e dei DS poi.

## Opere
"I rossi, i bianchi, i padroni. Lotte sindacali a Bergamo 1949-1965", di Vittorio Naldini (1989)